# Tillandsia pseudomicans
Tillandsia pseudomicans es una especie de planta epífita dentro del género  Tillandsia. Es originaria de Perú, donde se encuentra en el Departamento de Apurímac a una altitud de 2000-2500 en la Cordillera de los Andes.

## Taxonomía
Tillandsia pseudomicans fue descrita por  Werner Rauh y publicado en Tropische und subtropische Pflanzenwelt 12(3): 21–27. 1974.
Etimología
Tillandsia: nombre genérico que fue nombrado por Carlos Linneo en 1738 en honor al médico y botánico finlandés Dr. Elias Tillandz (originalmente Tillander) (1640-1693).
pseudomicans: epíteto